# Karol Kosiński
Karol Kosiński (ur. 16 listopada 1887 w Wilnie, zm. wiosną 1940 w Katyniu) – major lekarz Wojska Polskiego, wybitny antropolog, ofiara zbrodni katyńskiej.

## Życiorys
Urodził się w rodzinie Dionizego i Marii z Biedkowskich. Absolwent Wydziału Medycznego Uniwersytetu Jagiellońskiego (1913), w 1914 uzyskał tytuł doktora wszechnauk lekarskich. Otrzymał również tytuł „Doktora z odznaczeniem” Uniwersytetu Moskiewskiego. W 1914 zmobilizowany do armii rosyjskiej, skierowany do szpitala polowego jako chirurg. Dostał się do niewoli. Następnie zgłosił się do I Korpusu Polskiego w Rosji. Od 1918 w Wojsku Polskim, został zweryfikowany w stopniu kapitana. Uczestnik wojny 1920. Od 1921 w rezerwie. W 1923 w stopniu kapitana (starszeństwo z dniem 1 czerwca 1919 i 583 lokata w korpusie oficerów sanitarnych rezerwy – lekarzy) był oficerem rezerwy 3 batalionu sanitarnego. W 1934 roku jako kapitan lekarz rezerwy pozostawał w ewidencji Powiatowej Komendy Uzupełnień Kalisz. Posiadał przydział w rezerwie do Kadry Zapasowej 7 Szpitala Okręgowego w Poznaniu.
W latach 1919–1929 pracował jako asystent i starszy asystent w Zakładzie Anatomii Topograficznej i Chirurgii Operacyjnej Uniwersytetu im. Stefana Batorego w Wilnie. Mieszkał w Wilnie na ul. Kamiennej 5. W 1924 przebywał w Anglii i Francji, gdzie pogłębiał swą wiedzę medyczną. Po powrocie do kraju prowadził wykłady z Anatomii Topograficznej. Był prezesem Zrzeszenia Asystentów Uniwersytetu Stefana Batorego i członkiem Wileńskiego Towarzystwa Lekarskiego. Prowadził wykłady na kursie dla lekarzy wychowania fizycznego i sportu na Uniwersytecie Jagiellońskim w Krakowie. Prowadził badania nad szczątkami Juliusza Słowackiego. Był członkiem Wileńsko–Nowogródzkiej Izby Lekarskiej, Stowarzyszenia Lekarzy Polaków w Wilnie.
Brał udział w XII Zjeździe Lekarzy i Przyrodników Polskich w Warszawie w 1925. Wygłosił tam wykład pt. „Znaczenie badań układu nerwowego–czuciowego dla antropologii”.
Od 1932 roku był lekarzem izby chorych Sierocińca Św. Wacława w Liskowie pod Kaliszem. Był redaktorem czasopisma „Liskowianin”.
Publikował w:
- „Polski Przegląd Chirurgiczny” – m.in. „Arthrodesis extraarticularis[16]”, „Szczypczyki własnego pomysłu dla niepalcowego wiązania szwów”.
- „Chirurgia Narządów Ruchu i Ortopedia Polska” – m.in. „Leczenie operacyjno–ortopedyczne przykurczu Dupuytrena”, „Przypadek wrodzonego biodra szpotawego”[17].
- Pamiętnik Wileńskiego Towarzystwa Lekarskiego – m.in. „Śp. p. Prof. dr Józef Ziemacki. Wspomnienia pośmiertne”[18], „O nauczaniu anatomii w Anglii i we Francji”[19], „W sprawie operacyjnego leczenia zapaleń ropnych stawu kolanowego”[20]
- Journal of Anatomy – m.in. „The course, mutual relations and the distrib.of the cut nerves of leg a foot”, (vol. LX, London,1926); Observations on the superficial venous system of the lower extremity, (voI. LX, 1926)

Wydał w 1926 „Anatomja topograficzna kończyny górnej” oraz był redaktorem tłumaczenia „Podręcznika anatomji człowieka” napisanego przez G. Broeskiego. Wydano w Wilnie w 1925 tom pierwszy, a rok później tom drugi.
Był członkiem Instytutu Nauk Antropologicznych Towarzystwa Naukowego Warszawskiego i Oddziału Polskiego Międzynarodowego Instytutu Antropologii. W ramach Instytutu w listopadzie 1924 ogłosił pracę „Przebieg, stosunki wzajemne i rozpowszechnienie nerwów skórnych w okolicy metazonalnej podudzia i stopy” opublikowaną w „Archiwum Nauk Antropologicznych” z 1925 vol. 1 oraz „Kilka uwag o powierzchniowym układzie żylnym kończyny dolnej ze szczególnym uwzględnieniem anatomii żyły odstrzałkowej” opublikowaną w Dodatku do Tomu II „Archiwum Nauk Antropologicznych” z 1926.
W 1939 roku, w stopniu majora, został zmobilizowany na stanowisko komendanta szpitala polowego. W czasie kampanii wrześniowej dostał się do niewoli radzieckiej w okolicy Białowieży. Początkowo przetrzymywany w Starobielsku, 22 listopada 1939 wysłany do obozu w Kozielsku, dokąd dotarł 25 listopada. Według stanu na kwiecień 1940 był jeńcem obozu w Kozielsku. Między 10 a 11 kwietnia 1940 przekazany do dyspozycji naczelnika smoleńskiego obwodu NKWD – lista 54/3, poz. 34, nr akt 4863 z 5.04.1940. Został zamordowany między 4 a 7 kwietnia 1940 przez NKWD w lesie katyńskim. Nie został zidentyfikowany podczas ekshumacji prowadzonej przez Niemców w 1943. Krewni do 1947 poszukiwali informacji przez Biuro Informacji i Badań Polskiego Czerwonego Krzyża w Warszawie.
Karol Kosiński był żonaty z Krystyną, z którą miał córkę Marię.

## Upamiętnienie
- Minister Obrony Narodowej Aleksander Szczygło decyzją Nr 439/MON z 5 października 2007 awansował go pośmiertnie na stopnień podpułkownika[23]. Awans został ogłoszony 9 listopada 2007, w Warszawie, w trakcie uroczystości „Katyń Pamiętamy – Uczcijmy Pamięć Bohaterów”.
- Krzyż Kampanii Wrześniowej – zbiorowe, pośmiertne odznaczenie pamiątkowe wszystkich ofiar zbrodni katyńskiej (1 stycznia 1986)
- Dąb Pamięci – posadzony przez Gimnazjum im. ks. Wacława Blizińskiego na ul. ks. Wacława Blizińskiego w Liskowie, certyfikat nr 003493/000498/WE/2010